# Rastenberg
Rastenberg est une ville allemande de Thuringe, située dans l'arrondissement de Sömmerda. La ville fait partie de la communauté d'administration de Kölleda.

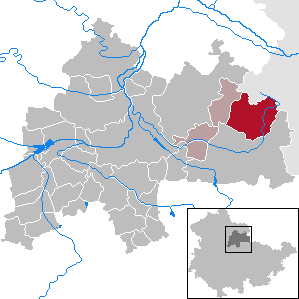
Situation de Rastenberg dans l'arrondissement de Sömmerda

## Jumelage
- Leun (Allemagne) depuis le 7 juillet 1990[1].